# Swim (album de Caribou)
Pour les articles homonymes, voir Swim.
Albums de Caribou
Andorra
(2007) Our Love
(2014)

Swim est un album de Caribou, sorti le 19 avril 2010 en Europe. C'est le premier album du musicien depuis Andorra, sorti en 2007 et récompensé par un Polaris Music Prize au Canada. 
Il se démarque de son prédécesseur en déviant du psychédélisme pop pour prendre plus d'ínfluences dans différents types de musique électronique, notamment la deep house et la techno minimale.

## Pistes de l'album
| No | Titre       | Durée |
| -- | ----------- | ----- |
| 1. | Odessa      | 5:15  |
| 2. | Sun         | 5:44  |
| 3. | Kaili       | 4:41  |
| 4. | Found Out   | 3:18  |
| 5. | Bowls       | 6:20  |
| 6. | Leave House | 5:11  |
| 7. | Hannibal    | 6:14  |
| 8. | Lalibela    | 2:25  |
| 9. | Jamelia     | 3:58  |

## Singles
- Bowls (19 juillet 2010)
- Odessa (17 avril 2010)
- Sun / Leave House 12 inch (11 octobre 2010)